# Crow (Band)
Crow ist eine Bluesrock-Band aus Minneapolis, die ursprünglich von 1967 bis 1972 bestand, ab den 1980er Jahren aber wieder auftrat. Ihr bekanntester Song ist Evil Woman (Don’t Play Your Games With Me), der von Black Sabbath und Ike & Tina Turner gecovert wurde.

## Geschichte
Crow wurde 1967 als „South 40“ gegründet. Die Gründungsmitglieder waren David Wagner (Gesang), Dick Wiegand (Gitarre), Larry Wiegand (Bass), Kink Middlemist (Keyboards) und Harry Nehls (Schlagzeug). Für Nehls kam Denny Craswell, als die Band bekannter wurde und sich schließlich in Crow umbenannte. 1969 bekamen sie einen Plattenvertrag bei Amaret Records.
1969 erschien das Debütalbum Crow Music. Die ausgekoppelte Single Evil Woman (Don’t Play Your Games With Me) stieg bis auf Platz 19 der Billboard Hot 100. 1970 und 1971 folgten die Alben Crow by Crow und Mosaic. Wagner verließ die Gruppe 1971, Mick Stanhope wurde der neue Sänger.
1972 löste sich die Band jedoch auf. Wagner veröffentlichte ein Soloalbum bei Amaret, das den Namen d/b/a Crow trug: „Doing business as“, das heißt „Geschäfte tätigend als“ Crow.
1980 gab es eine Neuauflage der Band mit David Wagner, John Richardson und Jeff Christensen (beide Gitarre und Gesang), Denny Johnson (Bass) und Robby Belleville (Schlagzeug). 1982 erschien das Album Crow on the Run. Im gleichen Jahr ging die Gruppe wieder auseinander.
Ab 1988 trat Crow wieder auf. Es erschienen verschiedene Alben, vor allem Kompilationen. 2005 wurde Crow in die „Minnesota Rock/Country Hall of Fame“ und 2009 in die „Iowa Rock & Roll Music Hall of Fame“ aufgenommen.

## Diskografie

### Live-Album
- 1968: Live at Someplace Else –als „South 40“

### Studioalben
- 1969: Crow Music
- 1970: Crow by Crow
- 1971: Mosaic – Platz 32 in Australien
- 1972: d/b/a Crow – David Wagner solo
- 1982: Crow on the Run
- 2005: Before the Storm

### Kompilationsalben
- 1972: Best of Crow
- 1992: Evil Woman: The Best of Crow
- 2000: Classics 1969–1972
- 2013: The Best of Crow

### Singles
- 1969: Time To Make a Turn
- 1969: Evil Woman (Don’t Play Your Games With Me) – Platz 19 in den USA, Platz 65 in Australien
- 1970: Cottage Cheese
- 1970: Slow Down
- 1970: (Don’t Try To Lay No Boogie Woogie on The) King of Rock N’ Roll – Platz 100 in Australien
- 1971: Watching Can Waste Up Time
- 1971: Yellow Dawg
- 1972: Mobile Blues – David Wagner solo
- 1972: Cado Queen – David Wagner solo